# Архангельское (Дмитровогорское сельское поселение)
Арха́нгельское — деревня в Конаковском районе Тверской области России, входит в состав Дмитровогорского сельского поселения.

## География
Деревня расположена в 7 км на северо-восток от центра поселения села Дмитрова Гора и в 22 км на восток от райцентра города Конаково.

## История

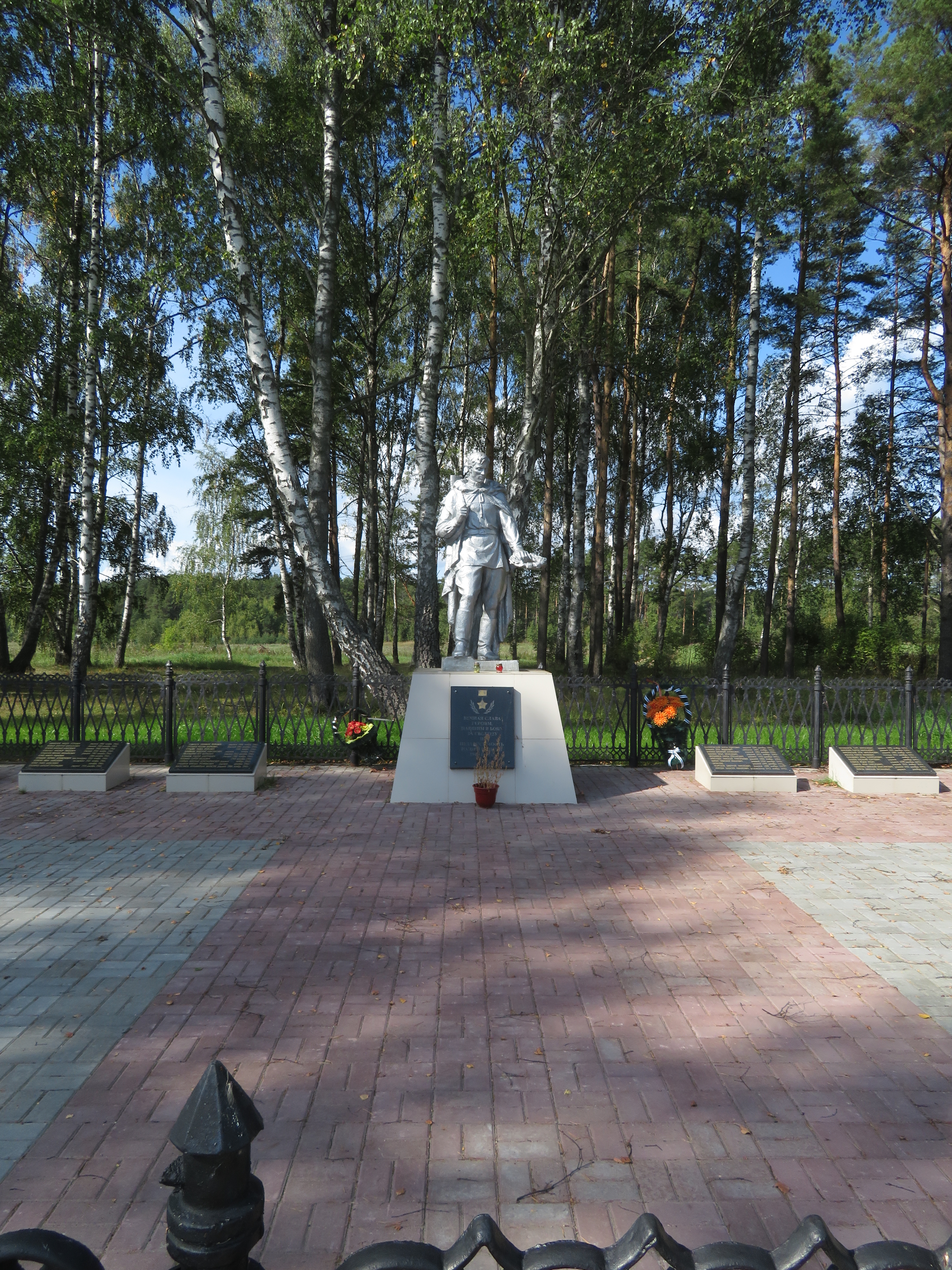
Братская могила в Архангельском

В 1840 году в селе была построена каменная церковь Архистратига Михаила с 3 престолами, метрические книги с 1780 года.
В конце XIX — начале XX века село входило в состав Федоровской волости Корчевского уезда Тверской губернии.
С 1929 года деревня являлась центром Архангельского сельсовета Конаковского района Кимрского округа Московской области, с 1935 года — в составе Калининской области, с 1994 года — в составе Дмитровогорского сельского округа, с 2005 года — в составе Дмитровогорского сельского поселения.

## Население
| 1859 | 2002 | 2010 |
| ---- | ---- | ---- |
| 158  | ↘46  | ↘22  |

## Достопримечательности
В деревне расположена недействующая церковь Михаила Архангела (1840).